# سهره گلوسیاه
سهره گلوسیاه (نام علمی: Poephila cincta) یا سهره پارسون، گونه‌ای از سهرگان ریز است که در جنگل‌های چمن‌زار در سراسر شمال شرق استرالیا از شبه جزیره کیپ یورک تا کوئینزلند مرکزی یافت می‌شود. سهره گلوسیاه جنوبی (Poephila cincta cincta) با جمعیت در حال کاهش و زیستگاه آن در معرض تهدید از طریق توسعه قرار دارد و در نیو ساوت ولز منقرض شده‌است، در حالی که سهره گلوسیاه شمالی (Poephila cincta atropygialis) این‌طور نیست. در این مرحله به عنوان تهدید فهرست شده‌است.